# Cheval de la Sierra Tarahumara
Le cheval de la Sierra Tarahumara est une population de chevaux d'allures, propre aux canyons de la Sierra Tarahumara, dans le Chihuahua, au Mexique. Encore peu caractérisée, elle est utilisée par les indiens Tarahumaras pour quelques tâches, telles que le bât et le débardage.
Certains sujets disposent d'allures supplémentaires.

## Histoire
Les Tarahumaras accordent assez peu d'importance et de valeur à leurs chevaux, qui sont en général laissés en liberté dans la sierra. Ce peu d'estime découle du fait que la plupart des Tarahumaras pensent n'avoir pas besoin de chevaux, dans la mesure où ils se pensent eux-mêmes plus endurants que ces animaux. Traditionnellement, les ranchers faisaient appel (dans les années 1960) à des Tarahumaras pour suivre et capturer les chevaux sauvages de la région.

## Description
Les chevaux de la Sierra Tarahumara ont fait l'objet d'une étude visant à déterminer la présence de la mutation du gène DMRT3 à l'origine des allures supplémentaire : l'étude de 18 sujets a permis de détecter la présence de cette mutation chez 19,4 % d'entre eux, ainsi que de confirmer l’existence de chevaux avec des allures supplémentaires parmi cette population. 

## Utilisations
Ces chevaux servent parfois d'animaux de bât ou, au mieux, de faire-valoir pour les mestizos et les indiens « occidentalisés ». Quelques « fondamentalistes » des vieilles colonies Mennonites du Nord-ouest de la sierra ne se déplacent qu'en attelage hippomobile. 
Il existe un usage des chevaux au débardage dans les zones accidentées ; des entretiens avec les chefs des communautés indiennes locales en 2016 ont permis de constater que le cheval compte dans 20 à 100 % des opérations de débardage, et est considéré comme plus efficace que des véhicules motorisés, en raison du relief accidenté,. Les personnes interrogées soulignent aussi l'aspect écologique de l'usage du cheval, et le plus grand nombre d'emplois généré.  
D'après Clifford E. Trafzer et Diane Weiner, ceux qui possèdent et montent des chevaux dans la Sierra Tarahumara cherchent à faire passer un message social de richesse, de puissance et de prestige.

## Diffusion de l'élevage
D'après John G. Kennedy, qui a décrit la vie des indiens Tarahumaras en 1990, « les plus riches indiens Aboreáchi détiennent cinq chevaux, la plupart possédés par les Tarahumaras de la région ». Quelques-uns des plus riches ranchers Mestizo ont aussi des chevaux.